# Guillermo Rafael Álvarez
Guillermo Rafael Alvarez (n. Villa María, Provincia de Córdoba, 3 de noviembre de 1976) es un futbolista argentino que juega como arquero y su equipo actual es el Douglas Haig de Pergamino que disputa la Primera B Nacional.

## Clubes
| Club                   | País      | Año       |
| ---------------------- | --------- | --------- |
| Alumni de Casilda      | Argentina | 1995      |
| Newell's Old Boys      | Argentina | 1996-1999 |
| Argentino de Rosario   | Argentina | 1999-2000 |
| Juan Aurich            | Perú      | 2001      |
| Chioggia Sottomarina   | Italia    | 2002      |
| Gimnàstic              | España    | 2002-2003 |
| Alumni                 | Argentina | 2004      |
| Aldosivi               | Argentina | 2004-2007 |
| Ethnikos Achnas        | Chipre    | 2007-2008 |
| Alvarado               | Argentina | 2008-2009 |
| Unión de Mar del Plata | Argentina | 2009-2010 |
| Sportivo Belgrano      | Argentina | 2010-2011 |
| Douglas Haig           | Argentina | 2011-     |

- Datos: Q5888847